# Sebastián Elesgaray
Sebastián Elesgaray (Bragado, Argentina, 30 de julio de 1985) es un escritor argentino de terror, fantasía y ciencia ficción.

## Biografía
Sebastián Elesgaray es el segundo hijo varón de Manuel Elesgaray (obrero metalúrgico) y Rosa Catalina Alessandrini (docente). Realizó sus estudios primarios y secundarios en la E.E.S. Nº 4 - Escuela Normal Superior de Bragado y, una vez egresado, tuvo un breve paso por la carrera de abogacía. En el año 2005 se traslada a La Plata para estudiar comunicación audiovisual en la Facultad de Bellas Artes de la Universidad Nacional de La Plata. Sin embargo, a pesar de cinco años de estudios, nunca se dedicó profesionalmente a la actividad audiovisual, ni en cine ni en televisión.

Lector ávido fanático de autores como Stephen King, Edgar Allan Poe, H. P. Lovecraft, J.R.R. Tolkien y demás escritores populares, en 2011 decide publicar sus propias historias en un blog: ¿En silencio?. Sus relatos tienen buena aceptación y publica cuentos regularmente, al mismo tiempo que trabaja en el borrador de su primera novela.

En el 2012 ingresa al taller literario del escritor e ilustrador Leo Batic y, para el 2013, su primera novela está terminada. Tierra de Nadie se publica en el año 2014 a través del sello editorial Ediciones B, teniendo buenas ventas en toda la Argentina. En estos años, además, participa junto a otros escritores del blog Historias en la Azotea y colabora asiduamente escribiendo sobre cine en la revista FH.

En el año 2015 ingresa a la carrera de bibliotecología y en octubre de ese año participa en el taller intensivo de la escritora Liliana Bodoc, Escribir con Otros. En el 2017 publica por medio de la editorial Textos Intrusos su segundo libro, la antología Trece Cuentos Inconexos. Ese mismo año es seleccionado ganador del concurso Pelos de Punta de la editorial La Otra Gemela, y la nouvelle Los días de Nicolás ve la luz en el 2018. Además, comienza a escribir notas de cine y series para la revista especializada 24 Cuadros.

En el 2019 publica una nueva antología, One Wild Night, a través de la editorial de género Sello Fantasma, en la cual recopila cuentos de terror inéditos y de publicaciones anteriores. Ese mismo año se publica en Argentina, España y México su novela de fantasía La Daga, por medio de la editorial Del Nuevo Extremo.

Su último trabajo es El Secreto del Monstruo, publicada por Santa Guadaña y escrita en colaboración con Esteban Dilo.

Actualmente escribe guiones para GuionTube y colabora con la web Terror.com.ar.

Está radicado en la ciudad de La Plata, capital de la Provincia de Buenos Aires de Argentina.

## Obra

##### Novelas
2014: Tierra de Nadie (Ediciones B)

2019: La Daga (Del Nuevo Extremo)

##### Nouvelles
2018: Los días de Nicolás (La Otra Gemela)

2020: El Secreto del Monstruo, escrita junto a Esteban Dilo (Santa Guadaña)

##### Antologías
2017: Trece Cuentos Inconexos (Textos Intrusos)

2019: One Wild Night (Sello Fantasma)

##### Colaboraciones
2015: Curas, en antología Chupacirios (Pelos de Punta)

2016: Peste Rosa, novela colectiva con varios autores (Pelos de Punta)

### Sinopsis
Tierra de Nadie

"Siete balas.

Siete balas no eran tan malas, si tenía que enfrentar a tres bestias. Matemática pura, fácil para un ingeniero. Un tiro a cada una y asunto resuelto. Además le iba a sobrar munición. ¿Pero cómo carajo la iba a hacer rendir si le temblaba la mano? No solo la mano, todo el cuerpo. Sufría de espasmos, estaba empapado en transpiración y no podía llenar de aire los pulmones.

Siete balas.

Siete magníficas balas, pensó con ironía, sería más fácil aprender a volar."

El planeta tal cual lo conocemos ya no existe. Es asolado por bestias de otro mundo. La comida y el agua son difíciles de conseguir, no hay acceso a la medicina y el enemigo acecha en cada rincón. Un grupo de jóvenes coincide en un edificio en la ciudad de La Plata. Será su refugio, y allí surgirá la amistad, la solidaridad, y agazapada, la traición. Sabrán que las bestias eran el comienzo de algo mucho más grande. Y cada uno deberá enfrentar sus propias decisiones para sobrevivir en esta tierra de nadie.

La Daga

Los Suelos están al borde de la guerra civil entre la capital y los territorios. El reino peligra y todos saben que la Reina de Medianoche no es más que un títere al servicio de los consejeros.

Isán, general y líder de los Hombres de Pie, sacrificará lo que más ama para salvar a su pueblo.

Angrod es un mercenario sin nada que perder. Tendrá que demostrarse que, a pesar de la muerte y la soledad, aún puede seguir con vida.

Kuru golpea contra una realidad que no pidió. Se pondrá a prueba a cada momento, sabiendo que de él dependen muchas vidas.

Sedna es tan solo una chica. Desterrada y discriminada, deberá encontrar su camino en un reino que no le da nada.

El Tigre es un monstruo, y como todo monstruo, solo conoce la indiferencia y el maltrato. Pelear y matar puede que sea su única salida.

Entre ellos, una historia, una posible leyenda. Una daga que puede equilibrar todo. Buscarla los llevará al vacío y les dará esperanzas ante la guerra inminente.

El final puede ser venganza, victoria o muerte.

Quizás, todo a la vez.

Los días de Nicolás

Nicolás Dujovne tiene 29 años. Sus días se traducen en comer, mirar televisión y masturbarse. Soltero, apático, tiene como amigos a dos mil ciento siete osos de peluche distribuidos en una habitación de su casa. En ellos encuentra la compañía para sobrellevar una soledad confortable.

Pero hay uno que es especial. Siempre hay uno especial. Ese es Blas; el más viejo, el primero, el regalo de su tía muerta. Su tía que lo crio y le dio todo. O al menos, eso le hizo creer.

Los días de Nicolás serán desplazados de la rutina a una enajenación creciente. Un cartero demasiado interesado y una chica extraña lo harán dudar de todo.

En un espiral incomprensible, llegará al fondo de sus miedos más oscuros, revelará con frenesí sus temores más agrios.

¿Qué tan vergonzoso puede ser un secreto?

Para algunos, lo suficiente como para volverse loco.

## Citas
“Intento ser escritor por mis escritos, y no por mi capacidad de gritar que escribo”.

"Trato de esquivarle a la literatura excesivamente autorreferencial. Si un autor quiere contarme su vida prefiero que me mienta con una buena historia".

"Yo a Nolan lo quiero, no sé".

"La posibilidad de crear historias, de generar relatos y alcanzar una meta no deja margen de error: la escritura me produce satisfacciones y me ayuda".